# جون غرين برادي
جون غرين برادي (بالإنجليزية: John Green Brady)‏ هو سياسي أمريكي، ولد في 25 مايو 1847 في نيويورك في الولايات المتحدة، وتوفي في 17 ديسمبر 1918 في سيتكا في الولايات المتحدة. حزبياً، نشط في الحزب الجمهوري. وقد انتخب حاكم ألاسكا ‏.